# Wobbly Land
Wobbly Land (2007-2010) – brytyjsko-irlandzki serial animowany dla dzieci w wieku przedszkolnym emitowany na kanale Polsat JimJam. Opowiada o przygodach mieszkańców krainy zwanej Wobbly Land.

## Fabuła
Wobbly Land to niezwykły świat, w którym trawa rośnie na słońcu, a drzewa krzyczą z radości, kiedy ktoś je obejmie. Mieszkańcami tej krainy są: bliźniaczki Molly i Layla, Czerwony Pan, bracia Num Num i Dadden-ga, Mały Szary oraz cztery małe duszki: Pomarańczka, Różyczka, Fioletka i Błękitek.

## Postacie
- Czerwony Pan (ang. Red Man) – największy z mieszkańców Wobbly Land. Jest wyrozumiały i wesoły.
- Błękitek (ang. Blue Boy) – pierwszy duszek, niebieski chłopczyk ze skrzydełkami i niebieską grzywką. Jest bardzo zarozumiały.
- Pomarańczka (ang. Orange Blossom) – drugi duszek, pomarańczowa dziewczynka z czarną grzywką, dwiema kitkami i skrzydełkami. Jest opiekuńcza.
- Różyczka (ang. Pink Rose) – trzeci duszek, różowa dziewczynka ze skrzydełkami i brązową grzywką. Jest pomocnicza.
- Fioletka (ang. Purple Berry) – czwarty duszek, fioletowa dziewczynka ze skrzydełkami i blond grzywką.
- Molly i Layla – małe dziewczynki, wesołe bliźniaczki.
- Num Num i Dadden-ga – chłopcy, weseli bracia.
- Mały Szary (ang. Small Grey) – najmniejszy z mieszkańców Wobbly Land.

## Wersja polska
Opracowanie i udźwiękowienie: MediaVox

Opowiadał: Ireneusz Załóg

## Spis odcinków
| N/o            | Polski tytuł         | Angielski tytuł    |
| -------------- | -------------------- | ------------------ |
|                |                      |                    |
| SERIA PIERWSZA |                      |                    |
|                |                      |                    |
| 01             | Drzewo               | Wobbly Tree        |
|                |                      |                    |
| 02             | Zgrzęda              | Wobbly Grumper     |
|                |                      |                    |
| 03             | Nadejście wiosny     | Wobbly Springtime  |
|                |                      |                    |
| 04             | Robaczek             | Wobbly Worm        |
|                |                      |                    |
| 05             | Cień                 | Wobbly Shadow      |
|                |                      |                    |
| 06             | Kotek                | Wobbly Cat         |
|                |                      |                    |
| 07             | Czas na kąpiel       | Wobbly Bath Time   |
|                |                      |                    |
| 08             | Obiad                | Wobbly Dinner      |
|                |                      |                    |
| 09             | Chmury               | Wobbly Clouds      |
|                |                      |                    |
| 10             | Czas na drzemkę      | Wobbly Nap Time    |
|                |                      |                    |
| 11             | Piosenki             | Wobbly Songs       |
|                |                      |                    |
| 12             | Głód                 | Wobbly Tummy       |
|                |                      |                    |
| 13             | Deszcz               | Wobbly Rain        |
|                |                      |                    |
| SERIA DRUGA    |                      |                    |
|                |                      |                    |
| 14             | Zamek z piasku       | Wobbly Sand Castle |
|                |                      |                    |
| 15             | Owieczka             | Wobbly Donkey Lamb |
|                |                      |                    |
| 16             | Gumki                | Wobbly Tumbles     |
|                |                      |                    |
| 17             | Zima                 | Wobbly Winter      |
|                |                      |                    |
| 18             | Czkawka              | Wobbly Hiccups     |
|                |                      |                    |
| 19             | Kaczki               | Wobbly Ducks       |
|                |                      |                    |
| 20             | Muzyka               | Wobbly Music       |
|                |                      |                    |
| 21             | Tęcza                | Wobbly Rainbow     |
|                |                      |                    |
| 22             | Jesień               | Wobbly Autumn      |
|                |                      |                    |
| 23             | Łańcuch ze stokrotek | Wobbly Daisy Chain |
|                |                      |                    |
| 24             | Bajkowa skarpetka    | Wobbly Story Sock  |
|                |                      |                    |
| 25             | Niespodzianka        | Wobbly Surprise    |
|                |                      |                    |
| 26             | Kanapka              | Wobbly Sandwich    |
|                |                      |                    |